# X – A rendszerből törölve
Az X – A rendszerből törölve Ujj Mészáros Károly által rendezett, 2018-ban bemutatott 114 perces magyar krimi, Balsai Móni, Schmied Zoltán, Bede-Fazekas Szabolcs és Molnár Áron főszereplésével. Forgalmazója az InterCom Zrt. 

## Szereplők
- Balsai Móni – Éva
- Schmied Zoltán – Péter
- Bede-Fazekas Szabolcs – Feri
- Molnár Áron – Balázs
- Básti Juli – Igazgatónő
- Hámori Ildikó – Maros Lilla
- Szirtes Ági – Orvosszakértő
- Fekete Ernő – Gábor
- Szabó Győző – Ügyvéd
- Kulka János – Horváth Kálmán
- Olasz Renátó – Ricsi
- Schneider Zoltán – Rendőrfőnök
- Kőszegi Ákos – Réczey Sándor
- Bujáki Zsófia – Kati
- Bende Ildikó – Koltai Irén

## Forgatás
A filmet Budapesten forgatták, a  Filmalap 489 millió forintos támogatásával. 

## Bemutató
A filmet 2018. november 1-jén mutatták be a mozik. 89 moziban összesen 36.824 ember nézte meg és 45.540.347 forint bruttó bevételt hozott a magyar mozikban. 
Belgiumban Dédale meurtrier címmel mutatták be a 37. BIFFF-en 2019. április 15-én, a cím (az animált X után), a helyszínfeliratok és a stáblista francia nyelven szerepelnek a filmben, de a hangsáv magyar.